# Боб Кетлі
Роберт Адріан 'Боб' Кетлі (11 вересня 1947, Олдершот, Англія) британський музикант, напевно, найвідоміший як вокаліст рок-гурту Magnum. Також він є відомим сольним співаком.

## Біографія

### Ранні роки (1947—1972)
Боб Кетлі народився 11 вересня 1947 року в місті Олдершот. Свою молодість Кетлі провів в Бірмінгемі, куди переїхала його сім'я. Він відвідував Центральну граматичну школу і паралельно навчався і паралельно стажувався в General Post Office, до того як почати музичну кар'єру після зустрічі з однодумцями в коледжі. За цей час він виступав в декількох гуртах (The Smokestacks). Його першим професійним гуртом був The Capitol Systems. До складу входили Боб Кетлі (вокал), Пол Саргент (гітара), Чарлі Гаррісон (бас-гітара) (пізніше його замінив Дейв Морган), Дейв Бейлі (клавішні) і Джон 'Pank' Пантені (ударні). Через деякий час назву було змінено на Paradox (за назвою науково-фантастичної новели).
Paradox поїхали грати на фестивалі до Італії і Нідерландів, а після повернення до Великої Британії у 1970 році розпалися. Боб вирішив продовжувати кар'єру у музиці.

### Magnum (1972—1995)
Створений у 1972 році, гурт Magnum зазнав ряду змін протягом багатьох років, але ядро гурту, яке складається з вокаліста Боба Кетлі і гітариста/автора пісень Тоні Кларкіна, збереглося до сьогодні.
Magnum розпочинали як хаус-гурт в Бірмінгемському нічному клубі Rum Runner (в якому пізніше виступали Duran Duran). Вони почали розвивати свій власний стиль граючи пісні Кларкіна в резиденції в The Railway Inn, в Бірмінгемі, в 1976 році. До Кетлі і Кларкіна приєдналися барабанщик Кекс Горін і бас-гітарист Дейв Морган (пізніше учасник ELO). Найбільшим успіхом їх в ці роки був альбом 1982 року Chase The Dragon (продюсер Джефф Гліксман), який зайняв 17 місце у Великій Британії, і містив декілька пісень, які були основними в концертних виступах, такі як «Soldier Of The Line», «Sacred Hour» і «The Spirit».
Альбом 1985 року On A Storyteller's Night, до якого увійшов сингл «Just Like An Arrow», став проривом для гурту. Цей успіх продовжився і в наступні роки з альбомом Vigilante (продюсер Роджер Тейлор) у 1986 році, у 1988 році альбомом, який увійшов до топ 5 чартів, Wings Of Heaven, і у 1990 році альбомом Goodnight L.A. (продюсер Кейт Олсен)- 9 місце у Великій Британії.
Влітку 1995 року Тоні Кларкін оголосив що гурт розділиться після прощального турне по Великій Британії і Європі.

### Hard Rain (1995—2001)
Після розколу Magnum Кетлі і Кларкін створили гурт Hard Rain, з яким випустили два альбоми Hard Rain and When The Good Times Come. Це було приблизно в той же час, коли Кетлі розпочав сольну кар'єру співпрацюючи з різними авторами, серед яких був Гарі Х'юз з гурту Ten. Пізніше, Кетлі стає все більш зосередженим на своїй сольній кар'єрі, і він покидає Hard Rain, що призводить до кінця робочих стосунків з Кларкіном, які тривали з 1972 року. Після цього Кларкін оголошує про закриття Hard Rain.

### Возз'єднання Magnum(2001–до сьогодні)
Зрештою Тоні Кларк і Боб Кетлі знову зібрали Magnum і випустили альбом Breath Of Life у 2002 році. Вони знову запросили Стенвея, а також колишнього бас-гітариста Hard Rain Ела Барроу і колишнього барабанщика Thunder Гарі Джеймса. У 2004 році вийшов наступний альбом Brand New Morning.
У 2007 році Magnum завершили роботу над студійним альбомом Princess Alice And The Broken Arrow, який був виданий 26 березня 2007 року, і ознаменувався поверненням Родні Метьюза, як автора обкладинки. Альбом зайняв 70 місце В Британському чарті, вперше з 1994 року туди потрапивши. Він також зайняв четверте місце в BBC Rock Album Charts і 60-е в Німеччині.

### Сольна кар'єра (1998–до сьогодні)
Незважаючи на зайнятість у гастролях і записах у Magnum, Боб Кетлі знайшов час розпочати сольну кар'єру. Він звернувся до Гарі Х'юза (фронтмена рок гурту Ten) в 1998 році для запису сольного альбому. Вони об'єдналися і Гарі написав усі пісні до альбому The Tower (а також став продюсером і зіграв усі партії на бас-гітарі і клавішних). The Tower був написаний у дуже подібному Magnum стилі, і повертає нас до альбому On A Storyteller's Night і мелодійного року 90-х. Альбом вийшов у 1998 році і був прийнятий критиками.
Свою сольну дебютну появу зробив на The Gods '98, де виконав пісні з альбому The Tower і класичні пісні Magnum. У січні 1999 року Кетлі випустив «офіційний бутлег» виступу [Live At The Gods]]. На концертах з Кетлі виступав канадський Emerald Rain, а також гітарист Вінні Бернс (гурт Ten) і клавішник Пол Ходсон (Hard Rain). Боб і Emerald Rain також провели успішний тур по Великій Британії.
Влітку 1999 року розпочався запис другого сольного альбому Кетлі Legends. Гарі Х'юз знову нависав і спродюсував альбом (і також зіграв на клавішних). Також у записі альбому взяли участь Вінні Бернс, Сиів Маккена і Джон Куксі. Усі пісні були написані на основі легенд, вигадок, міфів і історії.
Legends був представлений на The Gods 99, де Кетлі був хедлайнером (Пол Ходсон і Emerald Rain були разом з ним на сцені). У 2000 році Боб гастролював по Великій Британії разом з Полом Ходсоном і гуртом Native Cain. Напередодні Різдва у 2000 році Кетлі знову поїхав з туром по Великій Британії, і дав один концерт з особливим гостем Кіпом Вінгером.
У 2001 році був виданий третій сольний альбом Кетлі Middle Earth, який був написаний на основі трилогії Толкіна Володар перснів. Пісні, ще раз, написав Х'юз, пісні були про різні частини, пригоди і персонажів книги. Музикантами на альбомі були колеги Хьюза по гурту Ten і запрошений вокаліст гурту Landmarq Трейсі Хітчінгс. Боб відкрив 2001 рік акустичним концертом з Кіпом Вінгером, а потім декілька місяців виступав хедлайнером на фестивалях в Європі і Великій Британії.
У 2003 році вийшов черговий альбом Боба Кетлі When Empires Burn, який був написаний і спродюсований Полом Ходсоном і має більш важкий звук, близький до хеві-метал. У записі брали участь Вінс О'Реган (гітара), Ел Барроу (бас-гітара) і Джеймі Літтл (ударні). Після виходу альбому Кетлі поїхав у тур по Європі разом з гуртом Lost Weekend з Йоркширу.
Альбом 2006 року, Spirit Of Man, був написаний Дейвом Томпсонос в Полом Уттлі з Lost Weekend і Вінсом О'Реганом з Pulse, і був записаний на студії KRT в Вулверхемптоні. Співпродюсерами альбому були Боб і Вінс. Це перший альбом Кетлі у створенні якого він узяв участь. Альбом написаний в схожому до попереднього «важкому» стилі. На підтримку альбому пройшов тур по Великій Британії і Європі, і виступ у відомому лондонському клубі Underworld.
Боб також один з багатьох співаків пов'язаних з проектом Avantasia, створеним вокалістом Edguy Тобіасом Самметом. Боб брав участь майже у всіх альбомах Avantasia, а також виступав у турах The Scarecrow Tour у 2008 році і The Metal Opera Comes To Town Tour в грудні 2010. Він також присутній на DVD з першого туру.

## Дискографія

### Hard Rain
- Hard Rain (1997)
- When The Good Times Come (1999)

### Соло
- The Tower (1998)
- Live At The Gods (1999)
- Legends (1999)
- Middle Earth (2001)
- When Empires Burn (2003)
- Spirit Of Man (2006)
- Immortal (2008)

### Побічні проекти
- Jabberwocky (1999) — Клайв Нолан і Олівер Вейкмен
- Hound Of The Baskervilles (2002) — Клайв Нолан і Олівер Вейкмен
- The Metal Opera Part II (2002) — Avantasia
- Once and Future King Part I (2003) — Гарі Хьюз
- Once and Future King Part II (2003) — Гарі Хьюз
- The Scarecrow (2008) — Avantasia
- 01011001 (2008) — Ayreon
- The Wicked Symphony (2010) — Avantasia
- Angel of Babylon (2010) — Avantasia
- The Flying Opera (live album) (2011) — Avantasia
- The Mystery of Time (2013) — Avantasia